# Escola de Enfermagem Alfredo Pinto
A Escola de Enfermagem Alfredo Pinto (EEAP) é uma instituição superior de Enfermagem e unidade do Centro de Ciências Biológicas e da Saúde (CCBS) da Universidade Federal do Estado do Rio de Janeiro (UNIRIO).
É referência no Brasil por ter sido a primeira escola de Enfermagem fundada no país, com a data de sua inauguração no ano de 1890, tendo seu nome na época por Escola  Profissional  de Enfermeiros e Enfermeiras, associada  ao  Hospital  Nacional  de  Alienados.
A Escola conta com projetos de extensão, pesquisas na área da saúde, pós-graduação (Stricto Sensu e Lato Sensu), laboratórios de ensaio clínico , programas de mobilidade dos discentes para universidades do exterior , além de uma base curricular voltada a SAE, "Sistematização da Assistência de Enfermagem", desenvolvida na década de 1970 pela Enfermeira Wanda Horta.

## História
A criação da Escola Profissional de Enfermeiros e Enfermeiras é oriunda da ideia de atender as demandas de hospitais civis e militares nos moldes franceses; posteriormente foi incluída no serviço da saúde pública. Ela foi fundada através do Decreto Federal nº 791, de 27 de setembro de 1890, auxiliando assim, o  Hospital dos Alienados, pois a desvinculação do hospital com a Santa Casa da Misericórdia do Rio de Janeiro fez com que houvesse a exclusão das enfermeiras que trabalhavam no local, levando a criar a escola. 

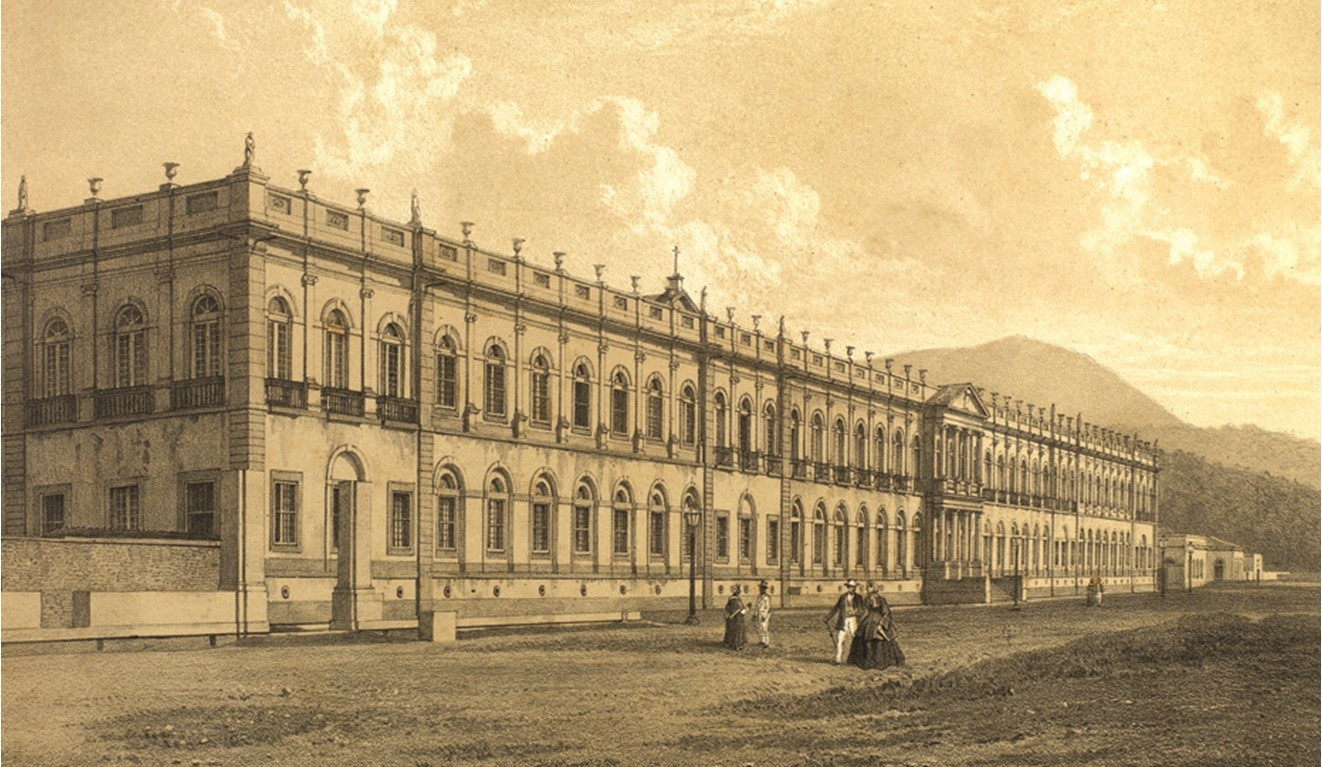
Hospício Pedro II, 1861. Arquivo Nacional.

Durante quatorze anos a Escola funcionou precariamente, sendo reinaugurada pelo diretor do Hospício Nacional dos Alienados da época, Dr. Júlio Afrânio Peixoto, na data de 16 de fevereiro de 1905, com a expansão do currículo, não só para a área da psiquiatria, mas para um ensino adequado e correto da prática da enfermagem. Entretanto, só em 1906, na direção do Dr. Antonio Fernandes Figueira, que ela foi verdadeiramente reorganizada, atuando com o corpo organizado de docentes. 
A Escola funcionou no período de quinze anos, até que a portaria de 1 de setembro de 1921, expedida pelo Ministro da Justiça da época, Dr. Alfredo Pinto Vieira de Melo, estabeleceu três seções na Escola: Masculina, Feminina e Mista (a seção masculina não vingou), com as seções femininas e mistas funcionando até 1943, (a mista no Hospital dos Alienados e a feminina na Colônia de Psicopatas de Mulheres, localizada no bairro de Engenho de Dentro, atualemente Instituto Municipal Nise da Silveira) com o nome de Escola Profissional de Enfermeiras Alfredo Pinto, em homenagem ao juiz que estabeleceu a Escola, além de obter curso de especialização em formação de Visitadoras Sociais, por conta do decreto nº 17.805 de 23 de maio de 1927, que aprovava um novo regulamento para os serviços da assistência a Psicopatas no estado do Distrito Federal. 
Em 22 de setembro de 1942, pelo decreto-lei nº 4.725, assinado pelo Presidente Getúlio Vargas, a Escola passou por uma reorganização e recebeu oficialmente o nome de Escola de Enfermagem Alfredo Pinto. Pelo decreto nº 10.472, da mesma data, foi aprovado o regulamento da Escola, instituindo um ensino nos moldes das exigências técnicas da enfermagem da época, além de fazer a junção das seções mistas e femininas, com a sua sede sendo na Praia Vermelha.
Até o ano 1942, a instituição havia sido dirigida apenas por médicos. Houve a mudança quando a enfermeira Maria de Castro Pamphiro entrou como diretora, atuando por quatorze anos, de 1942 a 1956.
Através da Reforma Universitária, aprovada pelo decreto-lei nº 773 de 20 de agosto de 1969, a Escola de Enfermagem Alfredo Pinto passou a ser uma das unidades integradas da Federação das Escolas Federais Isoladas do Estado da Guanabara (FEFIEG), mais tarde, em Federação das Escolas Federais Isoladas do Estado do Rio de Janeiro (FEFIERJ), com a finalidade de reunir e integrar estabelecimentos isolados do Sistema Federal de Ensino Superior, sob forma jurídica de Fundação.
Por conta da lei nº 6.655 de 5 de junho de 1979, a FEFIERJ transformou-se em Universidade do Rio de Janeiro (Uni-Rio), uma instituição federal de ensino superior, constituída como Fundação, vinculada ao Ministério da Educação. Assim, a Escola de Enfermagem Alfredo Pinto passou a se chamar curso de Enfermagem Alfredo Pinto da Universidade do Rio de Janeiro, sendo na ocasião designado Reitor, professor Guilherme de Oliveira Figueiredo.
A partir de 10 de agosto de 1988, pela ordem de serviço GRN008 do reitor Osmar Teixeira Costa, o curso de Enfermagem da Uni-Rio voltou a denominação de Escola de Enfermagem Alfredo Pinto.
Hoje, a Escola de Enfermagem Alfredo Pinto funciona num edifício de 5 andares na rua Xavier Sigaud, próximo da reitoria da UNIRIO e da Escola de Nutrição. Fica também ao lado do Centro Brasileiro de Pesquisas Físicas (CBPF), tradicional instituição na área de Física do Brasil.

### Cursos
A EEAP oferece Bacharelado em Enfermagem com duração de 5 anos em horário integral. A Escola mantém também um programa de Mestrado em Enfermagem e um programa de Doutorado em Enfermagem e Biociências (pós-graduação stricto sensu). O início do curso é realizado no  Instituo Biomédico (Centro do Rio de Janeiro). O Hospital Universitário Gaffrée e Guinle é usado em atividades de ensino, pesquisa e extensão, além da residência.

## Denominações
- Escola Profissional de Enfermeiros e Enfermeiras (1890);
- Escola de Enfermeiros Alfredo Pinto (1943);
- Escola de Enfermagem Alfredo Pinto (1944);
- Escola de Enfermagem Alfredo Pinto da Federação das Escolas Federais Isoladas do Estado da Guanabara (1969);
- Escola de Enfermagem Alfredo Pinto da Federação das Escolas Federais Isoladas do Estado do Rio de Janeiro (1975);
- Curso de Enfermagem Alfredo Pinto da Universidade do Rio de Janeiro (1979);
- Escola de Enfermagem Alfredo Pinto da Universidade do Rio de Janeiro (1988)

## Departamentos
- Departamento de Enfermagem em Saúde Pública
- Departamento de Enfermagem Fundamental
- Departamento de Enfermagem Médico Cirúrgica
- Departamento de Enfermagem Materno Infantil
- Laboratório de Pesquisa de História da Enfermagem